# Svetlana Samokhvalova
Svetlana Anatolievna Samokhvalova (en russe : Светлана Анатольевна Самохвалова), née le 20 décembre 1972 à Moscou, est une coureuse cycliste russe. Elle a notamment été championne du monde de la course aux points en 1995 et 1996. Elle a participé deux fois aux Jeux olympiques et obtenu deux quatrièmes places : en poursuite individuelle en 1992 à Barcelone et à la course aux points en 1996 à Atlanta.

## Palmarès sur piste

### Jeux olympiques
- Barcelone 1992
  - 4e de la poursuite individuelle
- Atlanta 1996
  - 4e de la course aux points

### Championnats du monde
- Moscou 1989
  -  Championne du monde de poursuite individuelle juniors
  -  Championne du monde de course aux points juniors
- Maebashi 1990
  -  Médaillée d'argent de la course aux points
- Hamar 1993
  -  Médaillée d'argent de la course aux points
- Palerme 1994
  -  Médaillée d'argent de la course aux points
  -  Médaillée d'argent de la poursuite individuelle
- Bogota 1995
  -  Championne du monde de la course aux points
- Manchester 1996
  -  Championne du monde de la course aux points

### Championnats d'Europe
- 1998
  -  Médaillée de bronze de l'omnium

### Championnats nationaux
- 1994
  -  Championne de Russie de poursuite
  -  Championne de Russie de course aux points

## Palmarès sur route
- 1993
  - 2e du championnat de Russie sur route
- 1994
  -  Championne de Russie sur route
  - Chrono champenois
  - 2e de Gracia Orlova
- 1995
  - 3e du championnat de Russie sur route
- 1998
  -  Championne de Russie sur route
  - 2e du championnat de Russie du contre-la-montre
- 2001
  - 3e du championnat de Russie sur route